# Hemileuca chrysocarena
Hemileuca chrysocarena är en fjärilsart som beskrevs av Harris 1869. Hemileuca chrysocarena ingår i släktet Hemileuca och familjen påfågelsspinnare. Inga underarter finns listade i Catalogue of Life.